# Substancja zapachowa
Substancja zapachowa – substancja lotna o charakterystycznym, zwykle przyjemnym zapachu, co decyduje o możliwości zastosowania np. do sporządzania kompozycji perfumeryjnych, aromatów spożywczych lub w aromaterapii. Substancje zapachowe charakteryzują się zwykle bardzo niskimi wartościami progów wyczuwalności węchowej.
Określenie ”substancja zapachowa” jest stosowane w odniesieniu do czystych związków chemicznych, wywołujących wrażenie węchowe (wonnych substancji chemicznych) lub do mieszanin związków chemicznych lub roztworów o takim składzie, że wywołują określoną reakcję węchu (czyli do substancji w znaczeniu stosowanym w naukach fizycznych).
Substancjami zapachowymi są nazywane:
- naturalne olejki eteryczne lub żywice zapachowe,
- naturalne wonne produkty pochodzenia zwierzęcego, np. ambra, piżmo, cybet, kastoreum
- czyste związki chemiczne, wyodrębnione z produktów pochodzenia naturalnego, np. anizol, eugenol, jonon
- związki zapachowe otrzymywane metodami syntezy organicznej, np. aldehyd benzoesowy, heliotropina, jasmon, kumaryna, wanilina